# Valdemar Keller (modstandsmand)
 Der er flere personer med dette navn, se Valdemar Keller.
Valdemar Keller (1. juli 1889 i København – 20. juli 1969, Havet ud for Troldeskoven, Tibirke Sogn) var en dansk officer og modstandsmand.
Han tog eksamen fra Hærens Officersskoles ældste klasse, var kaptajn i Ingeniørkorpset og blev Justitsministeriets motorsagkyndige. Keller var ansat i Færdselspolitiet 1930-31, motorsagkyndig i Sæby 1931-37, i Vordingborg fra d. 1. september 1937. Han var på studierejser til Frankrig, Tyskland, Belgien og Canada og medlem af Dansk Ingeniørforening.
Fra efteråret 1943 dannede han sammen med sønnen Hakon Keller modstandsgrupper i Vordingborg og blev i 1944 amtsleder for Præstø Amt. Han blev arresteret af Værnemagten 8. januar 1945 og var fængslet indtil 13. februar. 10. april gik han under jorden på Liselund Slot hos godsejer Niels Rosenkrantz, der også var med i modstandsarbejdet.